# Eglwang

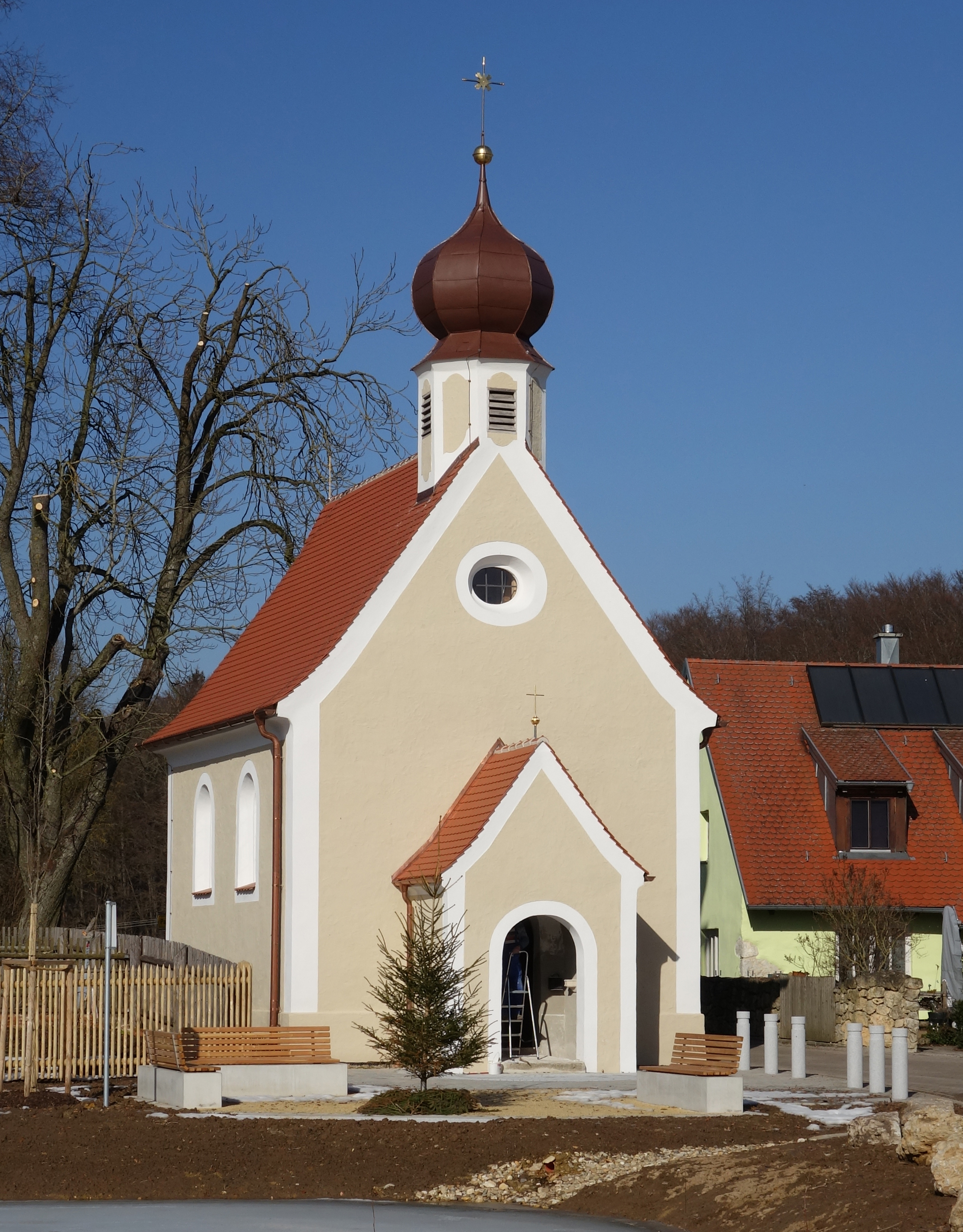
Kath. Filialkirche Unbeflecktes Herz Mariens in Eglwang (Parsberg) nach der Renovierung 2016

Eglwang ist ein Gemeindeteil der Stadt Parsberg im Landkreis Neumarkt in der Oberpfalz.

## Lage
Das Dorf Eglwang liegt rund 2,2 km südwestlich von Parsberg.

## Geschichte
Archäologische Funde bestätigen die Besiedlung des Gegend um Eglwang bereits in der Bronzezeit.
Im 13. Jahrhundert besaßen die Lupburger eine Vogtei über ein Grundstück zu Eglwang. Ludwig von Lupburg verkaufte im Jahr 1305 das Dorf Eglwang und weitere Besitztümer an Dietrich von Parsberg. Dies wurde durch den Regensburger Bischof Konrad von Lupburg bestätigt. 1353 wurde nach einem Rechtsstreit zwischen Jorg Auer von der Adelburg und Dietrich von Parsberg diesem die Gerichtsbarkeit über Darshofen und Eglwang bestätigt. Bis in das 17. Jahrhundert wurde das jährliche Kirchweihfest der Pfarrei Parsberg in Eglwang abgehalten. Erst im Laufe des Dreißigjährigen Krieges wurde das Fest dann nach Parsberg verlegt.
1730 fiel die Herrschaft Parsberg und somit auch Eglwang an den Bischof Friedrich Karl von Schönborn-Buchheim. 1792 kam Eglwang mit dem Herrschaftsgebiet von Parsberg durch Kauf an Kurfürst Karl Theodor. Bis zur Eingliederung in die Stadt Parsberg am 1. Juli 1971 gehörte Eglwang zur damaligen Gemeinde Darshofen.

## Besonderheiten
Die katholische Filialkirche „Unbeflecktes Herz Mariens“ wurde im Jahr 1911 erbaut.
In Eglwang befindet sich eine Wetterstation (ID 3875) des Deutschen Wetterdienstes.

## Baudenkmäler
In der Liste der Baudenkmäler in Parsberg sind für Eglwang zwei Baudenkmäler aufgeführt.